# Svart gräsbladstekel
Svart gräsbladstekel (Dolerus niger) är en stekelart som först beskrevs av Carl von Linné 1767.  Dolerus niger ingår i släktet Dolerus, och familjen bladsteklar. Arten är reproducerande i Sverige.